# District de Tamura
Le district de Tamura (田村郡, Tamura-gun) est un district de la préfecture de Fukushima au Japon.
Au 1er octobre 2014, sa population était de 27 727 habitants pour une superficie de 197,87 km2.

## Communes du district
- Miharu
- Ono